# Irene Gómez Luque
Irene Gómez Luque (Granada, 1980) es una ingeniera y directiva tecnológica española, especializada en innovación y transformación digital. Desde su posición como Directora de Innovación Abierta de Telefónica, lidera las iniciativas de colaboración con startups y la inversión en tecnologías emergentes para acelerar la transformación digital de la compañía. Desde 2020, es la directora ejecutiva de Wayra, el centro de inversiones tecnológicas de Telefónica.

## Trayectoria
Se licenció en ingeniería de telecomunicaciones y telemática en la Universidad Ramon Llull (URL) en 2004. Posteriormente, completó su formación con un Master en dirección y gestión de la seguridad de la información en la Universidad Politécnica de Madrid (UPM) en 2010. Inició su carrera en Telefónica en el área de producto digital, donde estuvo vinculada al desarrollo de soluciones de ciberseguridad en 11Paths y posteriormente lideró la conceptualización y lanzamiento de Aura, el asistente virtual de la compañía basado en inteligencia artificial, big data y servicios cognitivos.
Desde el inicio de su trayectoria profesional, Gómez ha sido consciente de la desigualdad de género que existe en las carreras relacionadas con la ciencia, la tecnología, la ingeniería y las matemáticas (áreas conocidas por sus siglas como CTIM o, en inglés, STEM). Por ello, a lo largo de su carrera ha trabajado para visibilizar esta brecha y fomentar el interés de las mujeres en estos ámbitos, promoviendo su participación a través de acciones de divulgación y apoyo al talento femenino.
En su papel como Directora de Innovación Abierta del Grupo Telefónica, ha coordinado las iniciativas de colaboración con el ecosistema emprendedor a través de distintas plataformas. Entre ellas destaca Wayra, una plataforma de apoyo e inversión en startups en fases iniciales que opera en varios países de Europa y América Latina. En 2023, destacó públicamente el compromiso de Wayra con la diversidad de género, señalando que el 53 % del equipo estaba compuesto por mujeres, como parte de una estrategia más amplia de fomento del talento diverso en el sector tecnológico.
También está al frente de Telefónica Ventures, centrada en inversiones en etapas más avanzadas de crecimiento, y de la participación del grupo en diversos fondos de inversión externos. Estas actividades han permitido establecer acuerdos comerciales con más de 270 startups, generando ingresos para la compañía en diferentes sectores vinculados a la tecnología. Además, lidera Open Future, la red regional de innovación abierta impulsada por Telefónica junto a socios públicos, que cuenta con más de 29 aceleradoras activas en España, Perú y Argentina.
En 2018, participó como ponente en una de las sesiones del ciclo T+ organizado por Casa de América, centrado en la reflexión sobre el impacto de la transformación digital en distintos ámbitos de la sociedad. En su intervención, titulada "Transformación digital: es el momento de empoderar a las personas", abordó el papel de la tecnología en la creación de productos centrados en el usuario y destacó la importancia de situar a las personas en el centro de los procesos de innovación tecnológica. En 2024, fue una de las presentadoras del Mobile World Congress, uno de los eventos más destacados a nivel internacional en el ámbito de la tecnología y la innovación digital.

## Reconocimientos
En 2021, Irene Gómez Luque fue incluida en el informe titulado Mujeres Referentes del Emprendimiento Innovador en España elaborado por el Gobierno de España, que recoge perfiles de emprendedoras y directivas de grandes compañías nacionales e internacionales, así como de las inversoras más influyentes de España. Ese mismo año, la revista Mujer Hoy la incluyó en  Generación Next, una selección anual de 50 mujeres jóvenes con proyección en áreas como la empresa, la ciencia, el deporte o la cultura.  Al año siguiente, en 2022, entró en el Top 100 mujeres inversoras en España del  medio especializado El Referente, que elaboró un listado con las cien mujeres más activas en el ecosistema inversor español, destacando su implicación desde Wayra en el impulso al emprendimiento tecnológico.
Entre 2021 y 2024, fue reconocida por la Asociación para la Inversión de Capital Privado en América Latina (LAVCA, por sus siglas en inglés) como una de las principales mujeres inversoras en la región. Este reconocimiento destaca su papel al frente de Wayra y del equipo de Innovación Abierta del Grupo Telefónica, desde donde impulsa la conexión entre la empresa y el ecosistema emprendedor, especialmente en el ámbito de las tecnologías emergentes como el 5G, la inteligencia artificial o el internet de las cosas.